# 4832 Palinurus
4832 Palinurus este un asteroid descoperit pe 12 octombrie 1988 de Carolyn Shoemaker.